# Condado de Johnson (Illinois)
O Condado de Johnson é um dos 102 condados do Estado americano de Illinois. A sede do condado é Vienna, e sua maior cidade é Vienna. O condado possui uma área de 904 km² (dos quais 11 km² estão cobertos por água), uma população de 12 878 habitantes, e uma densidade populacional de 14 hab/km² (segundo o censo nacional de 2000). O condado foi fundado em 14 de setembro de 1812.